# 奇子
『奇子』（あやこ）は、手塚治虫の漫画。小学館『ビッグコミック』に1972年1月25日号から1973年6月25日号まで連載された。

## あらすじ
昭和24年、戦争から復員した天外仁朗はGHQのスパイになっていた。ある時、命令で共産主義者の男の殺人（通称・淀山事件）に関与するが、その男は仁朗の妹・天外志子の恋人であった。
さらに事件関与後、血のついたシャツを仁朗が洗っている時、近所に住む知的障害者の少女・お涼と、自分の父親と兄嫁との間にできた少女・奇子がそれを見てしまう。仁朗はお涼を口封じのため殺し逃亡する。奇子は一族の体面のために肺炎で死亡したことにされ、天外家の土蔵の地下室に幽閉されたまま育てられる。
登場人物の性格と利害関係が複雑に絡み合い、世間に知られることなく時は過ぎる。やがて戦後の不穏な空気は薄れ、高度経済成長の時代を迎え、道路計画が持ち上がる。これを機に、物語は大きく展開する。

## 登場人物

### 主人公
天外仁朗（てんげ じろう）
東北地方の大地主・天外家の次男。復員後はGHQの工作員となり、江野正殺害に関与する。事件後は逃亡し、“祐天寺富夫（ゆうてんじとみお）”として朝鮮戦争の特需をきっかけに裏社会で名を上げ、やがて暴力団「桜辰会」を設立、それを政界に影響力を及ぼすまでに成長させる。自分が原因で奇子が土蔵に閉じ込められてしまったことを悔やみ、その償いとして、正体を隠したまま奇子あてに送金を続ける。天外家から逃げてきた奇子の身を引き受け、彼女を社会復帰させるために尽力する。
天外奇子（てんげ あやこ）
表向きは天外ゐばが47歳で産んだ末娘とされているが、実際は作右衛門が長男の嫁であるすえに産ませた庶子（仁朗の異母妹）。4歳の時、仁朗の証拠隠滅工作を目撃してしまい、一族から犯罪者を出すことを恐れた市郎から、警察による聞き取りを防ぐために病死したことにされ、以後戸籍を失ったまま20年以上土蔵の地下室に幽閉される。長年の幽閉生活のため、やがて土蔵から出ることを怖がるようになるが、土蔵が取り壊されることになり、家の中に移された後、土蔵へ戻ろうとして天外家から抜け出す。隔絶された環境で成長したために禁忌に疎く、唯一接することのできる男性である伺朗を異性として求め、肉体関係を結ぶ。

### 天外家
400年続く旧家。多くの土地・財産を持っていたが、GHQの主導する農地改正法、特別措置法、農協などにより衰退している。
天外作右衛門（てんげ さくえもん）
天外家の当主。傲慢、不遜、放蕩、淫乱、冷酷非情。すえとの間に生まれた奇子を溺愛している。幽閉された奇子を蔵の外へ出してやろうとしていたが、後に脳卒中を起こし、数年間植物状態となった末に死亡。
天外ゐば（てんげ いば）
作右衛門の妻。家の男には従順で、天外家存続への強い意志があった。
天外市郎（てんげ いちろう）
日和見主義な天外家の長男で、仁朗の兄。父の衰えに乗じて天外家の実権を掌握する。奇子を土蔵へ幽閉することを提案した張本人。天外家の遺産を相続することと引き換えに、妻のすえを作右衛門に渡したが、その約束を破られ、すえが遺産を相続することになった際、すえを殺害して遺体を隠す。しかし遺産を手にしたものの、悪夢に悩まされるようになる。
天外すえ（てんげ すえ）
作右衛門によって選ばれた市郎の嫁。市郎との子供はいないが、関係を強いられた作右衛門との間に奇子を生む。戸籍上は奇子の義姉となっており、奇子に対して母と名乗れないことを思い悩んでいる。後に作右衛門が亡くなった際、彼の遺産を奇子の母として受け継ぎ、奇子を連れて天外家を出ようとするが、市郎によって殺害される。
天外志子（てんげ なおこ）
天外家の長女。仁朗の妹で伺朗の姉。殺害された江野とは恋人。共産主義と関わったことで作右衛門から勘当された。
天外伺朗（てんげ しろう）
天外家の三男。仁朗の犯罪を告発しようとするなど、天外家では強い正義感の持ち主。奇子の幽閉に憤り、彼女のために尽力するが、後に成長した奇子に求められて近親相姦に陥り、父・作右衛門の血が目覚めてしまったのか、以後自らも奇子を求めるようになる。
お涼（おりょう）
天外家の小作人の子で、女中として天外家に仕えている知的障害のある娘。実際は奇子同様に作右衛門の私生児だが、奇子と違って全く愛情を注がれていない。幽閉前の奇子の良い遊び相手だった。彼女と一緒に目撃した奇子の口から仁朗の犯行が露見したため、口封じに殺害されてしまう。
山崎　
親類の町医者。土蔵の中で暮らす奇子に強い興味を持つ。

### その他
下田波奈夫（げた はなお）
仁朗と淀山事件の関わりを探る警視庁捜査一課長・下田警部の一人息子で検察庁に勤めている。後に奇子と愛し合う。
江野正
志子と共に革新派政党民進党に所属する青年で淀山支部長。「組織」に暗殺され、遺体は仁朗によって線路に運ばれた（淀山事件）。その後、史実の下山事件をモデルとした国鉄総裁死亡事件が起きており（霜川事件）、淀山事件は霜川事件の予行演習だったことが示唆されている。
フレッド・キノシタ　
GHQ参謀第2部所属の中尉。日系二世で仁朗の上司。
加東
CICのキャノン少佐の組織で働く日本人。
霜川則之
国鉄公社初代総裁。GHQのシャグノンから95,000人の削減を迫られていたが、一ヵ月の苦悶の末34,000人の人員整理を発表する。
下田警部
波奈夫の父親で刑事。霜川事件の捜査担当。天外仁朗（祐天寺富雄）と桜辰会をマークしており、彼と過去に起きた淀山事件との関わりを探っている。
田沼
淀山事件を捜査していた刑事。下田警部とは旧知の間柄で下田夫人の恩人でもある。逃亡した仁朗の行方を追っている。
金城呉成
仁朗に暗殺命令を伝えた人物。後に桜辰会副会長となる。

## 単行本
- ハードコミックス『奇子』（大都社）全2巻
- 手塚治虫漫画全集『奇子』（講談社）全3巻
- 角川文庫『奇子』（角川書店）全2巻
- 手塚治虫文庫全集『奇子』（講談社）全2巻

### 章タイトル
第1章 帰郷 / 第2章 祝殿 / 第3章 加東という男 / 第4章 時の亀裂 / 第5章 轢死体 / 第6章 烙印 / 第7章 擬態 / 第8章 窖(あなぐら) / 第9章 証言 / 第10章 生ける屍 / 第11章 動乱の翳(かげ) / 第12章 さなぎ /
第13章 人形の家 / 第14章 泥流 / 第15章 光陰 / 第16章 桜辰会 / 第17章 合歓(ねむ)の花 / 第18章 人間回路 / 第19章 暗黒

## エピソード
- 担当編集者が、題名の変更をしつこく迫っており、手塚が理由を尋ねると、妻の名前の読みが同じ「アヤコ」だったからだと語っている[1]。

## 舞台劇
手塚治虫生誕90周年記念事業の一環として、2019年に水戸、東京、大阪で上演。
- 水戸公演（プレビュー公演）：2019年7月14日 - 15日、水戸芸術館ACM劇場
- 東京公演：2019年7月19日 - 28日、紀伊國屋ホール
- 大阪公演：2019年8月3日 - 4日、サンケイホールブリーゼ

### キャスト
- 天外仁朗：五関晃一
- 天外伺朗：三津谷亮
- 下田波奈夫：味方良介
- 奇子：駒井蓮
- 天外すえ：深谷由梨香
- 天外志子：松本妃代
- お涼：相原雪月花
- 山崎：中村まこと
- 天外市郎：梶原善

### スタッフ
- 原作：手塚治虫
- 上演台本・演出：中屋敷法仁
- 製作：パルコ

## リメイク
- 亜夜子（『テヅコミ』。vol.1（創刊号）～vol.18（最終号）。作画：九部玖凛）